# Station Konan-Yamate
Station Konan-Yamate (甲南山手駅, Kōnan-Yamate-eki) is een spoorwegstation in de wijk Higashinada-ku in Kobe, Japan. Het wordt aangedaan door de JR Kobe-lijn. Het station heeft vier sporen (twee perronsporen en twee passeersporen).

## Treindienst

### JR West
| 1 | ■ JR Kobe-lijn | richting Amagasaki, Osaka en Kioto |
| 2 | ■ JR Kobe-lijn | richting Sannomiya en Himeji       |

## Geschiedenis
Het station werd in 1996 geopend.

## Overig openbaar vervoer
Bussen 30, 31, 33, 34 en 37.

## Stationsomgeving
- Vrouwenuniversiteit van Konan
- Kansai Super (supermarkt)
- Circle-K

(Tōkaidō-lijn<<) · Ōsaka · Tsukamoto · Amagasaki · Tachibana · Koshienguchi · Nishinomiya · Sakura-Shukugawa · Ashiya · Konan-Yamate · Settsu-Motoyama · Sumiyoshi · Rokkomichi · Nada · Sannomiya · Motomachi · Kōbe · Hyōgo · Shin-Nagata · Takatori · Suma-Kaihinkōen · Suma · Shioya · Tarumi · Maiko · Asagiri · Akashi · Nishi-Akashi · Okubo · Uozumi · Tsuchiyama · Higashi-Kakogawa · Kakogawa · Hoden · Sone · Himeji-Bessho · Gochaku · Himeji · (>>Sanyō-lijn) 

Wadamisaki-lijn: Hyōgo · Wadamisaki